# Dràkino
Dràkino (en rus: Дракино) és un poble de l'óblast d'Uliànovsk, a Rússia, que en el cens del 2010 tenia 133 habitants. Pertany al districte d'Inza.